# Dennis Foggia
Dennis Foggia, né le 7 janvier 2001 à Rome est un pilote de moto italien.

## Résultats en championnats

### Par saisons
(Mise à jour après le  Grand Prix moto de la Communauté valencienne 2023)
| Sais  | Cat.  | Moto  | Course | Vict | Pod | Pole | M.tour | Pts | Class | Titre |
| ----- | ----- | ----- | ------ | ---- | --- | ---- | ------ | --- | ----- | ----- |
| 2017  | Moto3 | KTM   | 43     | 0    | 0   | 0    | 0      | 19  | 24e   | -     |
| 2018  | Moto3 | KTM   | 18     | 0    | 1   | 0    | 1      | 55  | 19e   | -     |
| 2019  | Moto3 | KTM   | 18     | 0    | 1   | 0    | 1      | 97  | 12e   | -     |
| 2020  | Moto3 | Honda | 15     | 1    | 3   | 0    | 0      | 89  | 10e   | -     |
| 2021  | Moto3 | Honda | 18     | 5    | 10  | 0    | 0      | 216 | 2e    | -     |
| 2022  | Moto3 | Honda | 10     | 4    | 8   | 4    | 2      | 246 | 3e    | -     |
| 2023  | Moto2 | Kalex | 25     | 0    | 0   | 0    | 0      | 35  | 19e   | -     |
| Total |       |       | 112    | 10   | 23  | 4    | 4      | 757 |       | 0     |

### Par catégorie
(Mise à jour après le  Grand Prix moto de la Communauté valencienne 2023)
| Catégorie | Année     | 1er GP   | 1er Podium | 1re Victoire | Courses | Victoires | Podiums | Pole | M.tours¹ | Points | Titres |
| --------- | --------- | -------- | ---------- | ------------ | ------- | --------- | ------- | ---- | -------- | ------ | ------ |
| Moto3     | 2017-2022 | CZE 2017 | THA 2018   | ESP 2020     | 92      | 10        | 23      | 4    | 4        | 722    | 0      |
| Moto2     | 2022-     | QAT 2023 |            |              | 20      | 0         | 0       | 0    | 0        | 35     | 0      |
| Total     | 2017-     |          |            |              | 112     | 10        | 23      | 4    | 4        | 757    | 0      |

### Résultats détaillés
Légende: les courses en gras indiquent la pole position, les courses en italiques indiquent le tour le plus rapide.
| Année | Catégorie | Constructeur | 1       | 2       | 3       | 4       | 5       | 6       | 7       | 8       | 9       | 10     | 11      | 12      | 13      | 14      | 15     | 16     | 17      | 18      | 19      | 20    | Pos | Pts |
| ----- | --------- | ------------ | ------- | ------- | ------- | ------- | ------- | ------- | ------- | ------- | ------- | ------ | ------- | ------- | ------- | ------- | ------ | ------ | ------- | ------- | ------- | ----- | --- | --- |
| 2017  | Moto 3    | KTM          | QAT     | ARG     | AME     | SPA     | FRA     | ITA     | CAT     | NED     | GER     | CZE 14 | AUT     | GBR     | RSM     | ARA 8   | JPN    | AUS    | MAL     | VAL 7   |         |       | 24e | 19  |
| 2018  | Moto3     | KTM          | QAT 16  | ARG Ab. | AME 16  | SPA Ab. | FRA 14  | ITA Ab. | CAT 9   | NED 12  | GER 19  | CZE 12 | AUT 26  | GBR C   | RSM 7   | ARA 25  | THA 3  | JPN 4  | AUS Ab. | MAL Ab. | VAL Ab. |       | 19e | 55  |
| 2019  | Moto3     | KTM          | QAT Ab. | ARG 8   | AME 10  | SPA 16  | FRA Ab. | ITA 5   | CAT 5   | NED 9   | GER Ab. | CZE 15 | AUT 14  | GBR 8   | RSM 5   | ARA 3   | THA 5  | JPN 23 | AUS 11  | MAL 19  | VAL DNS |       | 12e | 97  |
| 2020  | Moto3     | Honda        | QAT 9   | SPA Ab. | ANC Ab. | CZE 1   | AUT 21  | STY 11  | RSM 9   | EMR Ab. | CAT 3   | FRA 13 | ARA 10  | TER 16  | EUR Ab. | VAL 16  | POR 2  |        |         |         |         |       | 10e | 89  |
| 2021  | Moto3     | Honda        | QAT Ab. | DOA 17  | POR 2   | SPA Ab. | FRA 18  | ITA 1   | CAT Ab. | GER 3   | NED 1   | STY 22 | AUT 3   | GBR 3   | ARA 1   | RSM 1   | AME 2  | EMI 1  | ALR Ab. | VAL 13  |         |       | 2e  | 216 |
| 2022  | Moto3     | Honda        | QAT 7   | IND 1   | ARG 2   | AME 2   | POR 8   | ESP 18  | FRA 4   | ITA Ab. | CAT Ab. | GER 2  | NED Ab. | GBR 1   | AUT 12  | RSM 1   | ARA 14 | JPN 2  | THA 1   | AUS 9   | MAL 6   | VAL 4 | 3e  | 246 |
| 2023  | Moto2     | Kalex        | POR 18  | ARG 25  | AME 14  | SPA 18  | FRA 14  | ITA 13  | GER 15  | NED 19  | GBR Ab. | AUT 11 | CAT 21  | RSM Ab. | IND 11  | JPN Ab. | INA 11 | AUS 17 | THA 12  | MAL 15  | QAT 17  | VAL 9 | 19e | 35  |

* Saison en cours
| Couleur | Résultat                     |
| ------- | ---------------------------- |
| Or      | Vainqueur                    |
| Argent  | 2e place                     |
| Bronze  | 3e place                     |
| Vert    | Terminé, dans les points     |
| Bleu    | Terminé, pas dans les points |
| Violet  | Abandon (Ab.) ou (Ret)       |
| Violet  | Non classé (NC)              |
| Rouge   | Pas qualifié (DNQ)           |
| Noir    | Disqualifié (DSQ)            |
| Blanc   | Pas au départ (DNS)          |
| Blanc   | Forfait (WD)                 |
| Blanc   | N'a pas participé (DNP)      |
| Blanc   | Blessé (INJ)                 |
| Blanc   | Exclu (EX)                   |
| Blanc   | Course annulée (C)           |

## Palmarès

### Victoires en Moto3: 10
| Année | Lieu du Grand Prix                    | Circuit                               | Ville       |
| ----- | ------------------------------------- | ------------------------------------- | ----------- |
| 2020  | Grand Prix moto de République tchèque | Circuit de Masaryk                    | Brno        |
| 2021  | Grand Prix moto d'Italie              | Circuit du Mugello                    | Mugello     |
| 2021  | Grand Prix moto des Pays-Bas          | TT Circuit Assen                      | Assen       |
| 2021  | Grand Prix moto d'Aragon              | Circuit Motorland Aragon              | Alcañiz     |
| 2021  | Grand Prix moto de Saint-Marin        | Circuit Marco Simoncelli              | Misano      |
| 2021  | Grand Prix d'Émilie-Romagne           | Misano World Circuit Marco Simoncelli | Misano      |
| 2022  | Grand Prix moto d'Indonésie           | Circuit de Mandalika                  | Lombok      |
| 2022  | Grand Prix moto de Grande-Bretagne    | Circuit de Silverstone                | Silverstone |
| 2022  | Grand Prix moto de Saint-Marin        | Misano World Circuit Marco Simoncelli | Misano      |
| 2022  | Grand Prix moto de Thaïlande          | Circuit international de Buriram      | Buriram     |